# Dendrobium adae
Dendrobium adae är en orkidéart som beskrevs av Frederick Manson Bailey. Dendrobium adae ingår i släktet Dendrobium, och familjen orkidéer.
Artens utbredningsområde är Queensland. Inga underarter finns listade i Catalogue of Life.